# Barbican Estate
Barbican Estate je název pro obytný/smíšený komplex, který se nachází v britské metropoli Londýně (na severním okraji City of London). Vznikl postupně v období mezi 60. až 80. lety 20. století na místě zničeném během bombardování města za druhé světové války. V jeho blízkosti se nachází Barbican Centre, Muzeum Londýna (Museum of London), Guildhall School of Music and Drama, Barbican Public Library a City of London School for Girls.
Celý komplex je jednou z nejznámějších brutalistických staveb na území Londýn a Spojeného království. V současné době je evidován jako budova na seznamu budov zvláštního architektonického nebo historického významu. Areál tvoří řada obytných bloků, které oddělují veřejné prostory, zahrady a terasy. Kromě toho jej doplňují tři věžové domy o 42 patrech s výškou 123 metrů. Jsou pojmenovány podle Olivera Cromwella, Williama Shakespeara a Vévodů z Lauderdale.

## Historie

Věžové domy komplexu.

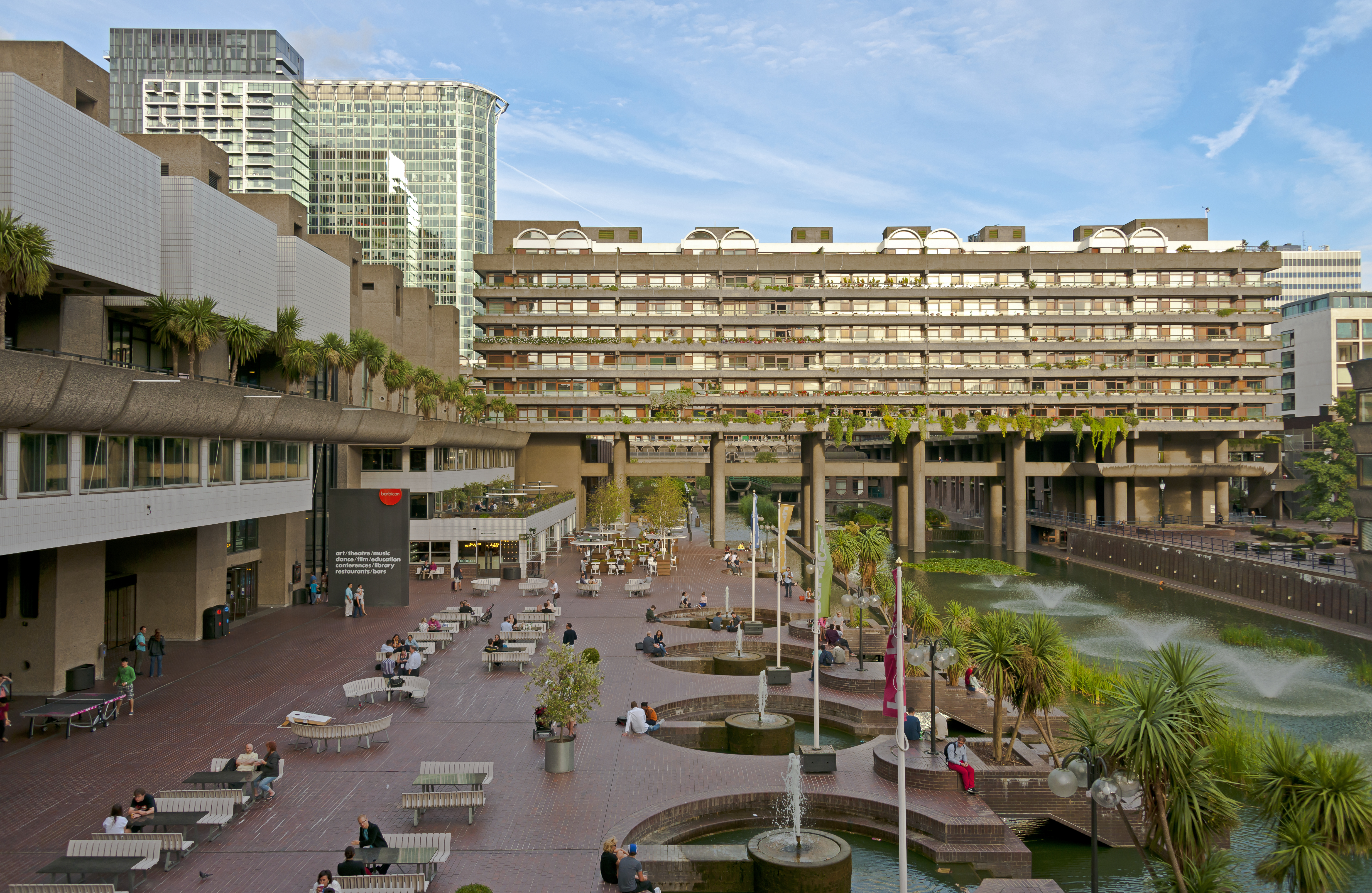
Zahrady a vodní nádrže v areálu.

V místě dnešního areálu se nacházela pevnost římského Londinia. Okolo roku 200 bylo tehdejší město obehnáno zdmi, které v místě současného Barbicanu přerušovala brána Cripplegate. Současný název (stejně jako české slovo barbakan) odkazuje na původní latinský termín pro opevněnou vstupní bránu do města. V místě současného barbicanu se nacházela pravděpodobně strážní věž. Normané lokalitu označovali pojmem Basse-cour. Tento název v moderní anglické podobě (The Base Court) se používal i ve středověku, později zde vzniklo panské sídlo. To bylo nakonec zničeno a nahrazeno domem Willoughby House.
Po druhé světové válce byl prostor dnešního Barbicanu značně poničen leteckými nálety. V roce 1951 byla zahájena diskuze nad budoucností lokality, dne 19. září 1957 padlo rozhodnutí původní zástavbu odstranit a nahradit novou obytnou čtvrtí.
Současný komplex byl budován v letech 1965 až 1976 na ploše 14 hektarů. Vznikl podle návrhu kanceláře architektů Chamberlin, Powell and Bon. Zástavba byla nejprve realizována v prostoru ulice Golden Lane. První fáze areálu byla dokončena v roce 1969; vzniklo zde 2014 bytů ve kterých žije okolo čtyř tisíc lidí. Betonová podoba jednotlivých bloků plně odpovídala architektonickým trendům v Británii 60. a 70. let minulého století. Poslední etapa byla realizována v severní části areálu, v prostoru s názvem Frobisher Crescent. V rámci ní byla také zrealizována občanská vybavenost; restaurace, společenská a kulturní centra.
Stavební práce trvaly deset let, vyžádaly si náklady ve výší 156 milionů liber a otevření komplexu se zúčastnila i britská královna Alžběta II.
Areál byl zapsán jako objekt zvláštního významu v roce 2001.

## Doprava
V blízkosti areálu se nachází stanice metra stejného názvu.